# Hinako Tomitaka
Hinako Tomitaka (japanisch 冨高 日向子 Tomitaka Hinako; * 21. September 2000 in Kanagawa) ist eine japanische Freestyle-Skierin. Sie startet in den Buckelpisten-Disziplinen Moguls und Dual Moguls.

## Werdegang
Tomitaka startete im Dezember 2015 in Ruka erstmals im Weltcup und belegte dabei den sechsten Platz im Dual Moguls. Bei den Juniorenweltmeisterschaften 2016 in Åre gewann sie Gold im Dual Moguls und errang zudem den siebten Platz im Moguls. Im folgenden Jahr kam sie bei den Winter-Asienspielen in Sapporo jeweils den achten Platz im Moguls und Dual Moguls. In der Saison 2017/18 wurde sie japanische Meisterin im Moguls und holte bei den Juniorenweltmeisterschaften 2018 in Duved Silber im Moguls-Wettbewerb. In der folgenden Saison erreichte sie mit drei Top-Zehn-Platzierungen den neunten Platz im Moguls-Weltcup. Beim Saisonhöhepunkt, den Weltmeisterschaften 2019 in Park City, belegte im Moguls und im Dual Moguls jeweils den achten Platz. Anfang April 2019 gewann sie bei den Juniorenweltmeisterschaften in Chiesa in Valmalenco jeweils die Silbermedaille im Moguls und Dual Moguls. In der Saison 2019/20 kam sie bei zehn Weltcupstarts, dreimal unter die ersten Zehn und erreichte damit den 12. Platz im Moguls-Weltcup.

## Erfolge

### Weltmeisterschaften
- Park City 2019: 8. Dual Moguls, 8. Moguls

### Weltcupwertungen
| Saison  | Gesamt | Gesamt | Moguls | Moguls |
| Saison  | Platz  | Punkte | Platz  | Punkte |
| ------- | ------ | ------ | ------ | ------ |
| 2015/16 | 108.   | 7,25   | 24.    | 58     |
| 2016/17 | 208.   | 0,64   | 44.    | 7      |
| 2017/18 | 129.   | 8,2    | 24.    | 82     |
| 2018/19 | 43.    | 26,44  | 9.     | 238    |
| 2019/20 | 63.    | 21,2   | 12.    | 212    |

### Juniorenweltmeisterschaften
- Åre 2016: 1. Dual Moguls, 7. Moguls
- Duved 2018: 2. Moguls, 9. Dual Moguls
- Chiesa in Valmalenco 2019: 2. Dual Moguls, 2. Moguls

### Weitere Erfolge
- 1 Japanischer Meistertitel (Moguls 2018)